# Jon Magunazelaia
Jon Magunazelaia Argoitia (Eibar, 13 luglio 2001) è un calciatore spagnolo, centrocampista dell'Eibar.

## Carriera
Magunazelaia è entrato a far parte del settore giovanile della Real Sociedad nel 2016, proveniente dall'Eibar. Nel 2020 è stato assegnato alla squadra C e l'anno successivo nella squadra B.
Il 27 ottobre 2022 ha debuttato in prima squadra nell'incontro della fase a gironi di Europa League vinto 2-0 contro l'Omonia. Tre giorni più tardi ha esordito anche in Primera División contro il Betis.

## Statistiche

### Presenze e reti nei club
Statistiche aggiornate al 8 marzo 2024.
| Stagione        | Squadra         | Campionato      | Campionato | Campionato | Coppe nazionali | Coppe nazionali | Coppe nazionali | Coppe continentali | Coppe continentali | Coppe continentali | Altre coppe | Altre coppe | Altre coppe | Totale | Totale | Totale |
| Stagione        | Squadra         | Comp            | Pres       | Reti       | Comp            | Pres            | Reti            | Comp               | Pres               | Reti               | Comp        | Pres        | Reti        | Pres   | Reti   |        |
| --------------- | --------------- | --------------- | ---------- | ---------- | --------------- | --------------- | --------------- | ------------------ | ------------------ | ------------------ | ----------- | ----------- | ----------- | ------ | ------ | ------ |
| 2020-2021       | Real Sociedad C | TD              | 24         | 5          |                 | -               | -               |                    | -                  | -                  |             | -           | -           | 24     | 5      |        |
| 2021-2022       | Real Sociedad C | SDR             | 8          | 1          |                 | -               | -               |                    | -                  | -                  |             | -           | -           | 8      | 1      |        |
| 2021-2022       | Real Sociedad B | SD              | 26         | 3          |                 | -               | -               |                    | -                  | -                  |             | -           | -           | 26     | 3      |        |
| 2022-2023       | Real Sociedad B | PF              | 31         | 7          |                 | -               | -               |                    | -                  | -                  |             | -           | -           | 31     | 7      |        |
| 2023-2024       | Real Sociedad B | PF              | 10         | 2          |                 | -               | -               |                    | -                  | -                  |             | -           | -           | 10     | 2      |        |
| 2022-2023       | Real Sociedad   | PD              | 2          | 0          | CR              | 1               | 0               | UEL                | 2                  | 0                  |             | -           | -           | 5      | 0      |        |
| 2023-2024       | Real Sociedad   | PD              | 5          | 0          | CR              | 5               | 0               | UCL                | 1                  | 0                  |             | -           | -           | 11     | 0      |        |
| Totale carriera | Totale carriera | Totale carriera | 106        | 18         |                 | 6               | 0               |                    | 3                  | 0                  |             | -           | -           | 115    | 18     |        |